# 機械帝国
機械帝国（きかいていこく）、機械化帝国（きかいかていこく）とは、複数の漫画やアニメなどに登場する架空の帝国である。
多くの作品において完全な機械化を標榜し、人間をはじめとした生命体はもとより、ありとあらゆる物を機械として構築しようとする一大勢力として描かれる。徹底した機械化を標榜する組織の性質上、その構成員の多くはサイボーグとして自分の肉体を機械化した者や、アンドロイド、ロボットなどで占められている。組織のリーダーを含めて構成員の多くは生身の人間を見下す傾向があり、人間の奴隷化などを目的として侵略行為に及ぶなど、人間側の立場で行動する主人公の敵組織として登場するケースも少なくない。また、人間のもつ愛や怒りなどといった感情に対しては否定的であり、そうした感情に流されたり捉われることを良しとしない。ただし、後述のような例外者や、冥王星の墓守を務めるシャドウのように、機械化したことを後悔する者や、生身の身体に戻ることを望む者も居る。『メーテルレジェンド』でのハードギアの説明によると、機械化手術を受けた後は自動的に機械パーツが体内増殖するとされ、やがて精神や容姿も機械化していく。これはプロメシュームが機械化人へ変貌していくシーンで証明されている。
本項では、松本零士の漫画『銀河鉄道999』、ならびにそれを原作としたアニメなどに登場する機械帝国について詳述する。

## 概要
メーテルの母・女王プロメシュームの手により建国された強大な帝国。機械化帝国ともいう。原作でのプロメシュームの側近・メノウ曰く「大宇宙の歴史上最大最強の大帝国」。プロメシュームが自らの理想を実現するべく、機械の体になることで永遠の命を手にした者達が悠久の時を過ごす理想郷を形にしたものである。
その首都たる惑星はメーテル曰く「大母星」であり、アンドロメダ星雲の中心に位置し、機械化人のユートピアにして故郷である。TV版は惑星プロメシューム、映画2作目と原作では惑星大アンドロメダとそれぞれ名称が異なる。なお、映画1作目の惑星メーテル（機械化母星）は、映画第2作との関係から機械帝国の首都ではないとされる。大母星・機械化母星はいずれも、機械の建造物として構築されている人工の惑星にして銀河超特急999号の終着駅であり、映画2作目の惑星大アンドロメダを除き、劇中で機械の体をタダでくれる星と語られる。歯車のマークを使用しており、これはプロメシュームの額や映画1作目に登場する機械化人の医師団が着用している白衣のほか、帝国側で毎年刊行している機械の体のカタログなどに使われている。

## 例外的な機械化人
以下に主立った代表的な例を挙げる。ただし、『銀河鉄道999』のテレビアニメ版には外見が生身の人間と区別がつかない機械化人や、生身の人間の時の心がそのまま維持されている機械化人も多く登場する。
身体の一部分だけが機械化され、機械パーツの体内自動増殖が発生しない者
- レオパルド（『宇宙交響詩メーテル 銀河鉄道999外伝』）

精神変化が発生せず、人間の心を維持している者
- レオパルド（『宇宙交響詩メーテル 銀河鉄道999外伝』）
- クレア（『銀河鉄道999』）
- 森木豊（『銀河鉄道999』）

生身の人間の容姿を維持している者
- レオパルド（『宇宙交響詩メーテル 銀河鉄道999外伝』） - 手のみ機械化されている
- リューズ（『銀河鉄道999』） - 衣類を着用しており、肢体が直視できない場合に限られ、服を脱げば肢体の所々に機械パーツが見える。
- レリューズ（『銀河鉄道999』） - 体表は完全に生身の人間と区別が付かないが、内部は機械パーツで構成されている。

機械パーツ以外の素材で機械化している者
- クレア（『銀河鉄道999』） - 身体はクリスタルガラスのみで構成されており、機械パーツは使用されていない。

- 森木豊（『銀河鉄道999』） - 身体は木材（更に詳しくいえば素材はブライア）のみで構成されている（ただし、人工知能だけは機械パーツが使用されている）。

## 建国の経緯
映画2作目での描写によると、プロメシュームは娘のメーテルと共に惑星ヘビーメルダーの衛星ラーメタルに城を建てて暮らしていた。だが、人という人に裏切られた彼女はメーテルを宇宙船に乗せてラーメタルを脱出、アンドロメダ星雲の中心部付近に存在する石ころのような小惑星に流れ着いた。プロメシュームは「死の恐怖のない永遠の機械化世界」を作るべく、そこに独力で機械の星を積み重ねて惑星大アンドロメダを作り上げ、機械帝国を建国した。その作業は孤独との戦いであり、とても辛く苦しいものであった。
プレイステーション用ゲーム『松本零士999 〜Story of Galaxy Express 999〜』では、金属生命体・メタノイドやそれ以上の脅威に対抗するために肉体強化を目指して人間の機械化を促進すべく、機械帝国を作り上げたとされている。

## 勢力圏
大宇宙の歴史上最大最強の大帝国とされているように、その勢力圏は広く銀河帝国的な規模である。主にアンドロメダ星雲内の惑星には属国のような扱いで機械化人により支配されている惑星が多く、絶対機械圏（マシンナーズ・エリア）と呼ばれるエリア内では、この傾向が強い。「機械人間だけのためにある世界」と車掌が語るように、このエリアでは機械化人が優遇され、生身の人間には住みにくい世界となっている。中でもこのエリアの入り口に位置する惑星「機械砦」においては、生身の人間は人権はおろか生存権さえ認められておらず、機械化人のきまぐれによる虐待や殺戮が横行している。車掌の弁によればアンドロメダ星雲内にも生身の人間の住む星は多いが、どちらかといえば見捨てられた星だという。「ブルーメロン」、「コスモワイン」（これら2惑星は原作にのみ登場）などのように生身の人間が多く住んでいる惑星でも、機械化人の首相や支配者を置いて統治されている惑星もある。

### 本国および属国の統治体制
首都である大母星の政治形態は、女王プロメシュームが君主にして独裁者であることから、君主制による独裁体制が敷かれている。また、メーテルにより多くの少年が連れて来られ、機械帝国を支える部品（漫画、映画1作目）や機械化人の兵士（TV版）にさせられており、拉致国家の側面も持つ。市民は裕福であり機械の体を得ていることや、エネルギー（食料）が常に大母星から供給されているために飢える心配などがなく、自殺や他殺などで死なない限りは死と無縁の生活を送っている。ただし、プロメシュームの方針や思想にそぐわない行動をとる者に対しては将校のような服装をした機械化人がその身柄を拘束し、場合によっては処刑されるなど、徹底した管理と統制が行われておりディストピア的な社会である。TV版で鉄郎は機械の体を拒否しただけで身柄を拘束され、処刑されそうになっている。
属国である各惑星を治める機械化人の支配者に対して本国である大母星から「お目付け役」を派遣している描写は特に見られず、惑星の統治に関しては支配者の裁量に任せているようだ。そのため、「強制的に機械の体にしてはならない」という機械化法（機械帝国の法律。詳細は後述）に反した政策を支配者が行っていても本国側で把握できてなかったために、「コスモワイン」では生身の人間による秘密結社「ウォーター」によるクーデターが画策されるという事態に陥っている。
こうした機械帝国の支配下にある惑星で問題が生じ、それが本国側に露見した場合は本国が干渉することもある。支配者として統治方針などに問題があれば本国からの直接命令でその者を処刑したり（後述の法律を参照）、支配者が生身の人間に倒される事態にでもなれば本国からの軍事介入もある（後述の軍事力を参照）。

### 本国の市民
映画2作目においてメーテルが機械帝国の新女王に就任した際、リムジンでパレードが行われ、大母星で暮らす機械化人の市民はこれを熱烈に歓迎している。また、機械化人の子供が走り回っている描写などもあることから、彼らもまた生身の人間同様の生活を営んでいる様子がうかがえる。ただし生身の人間と違い、機械化人は体を完全に機械化している者ばかりであるため性行為による生殖は不可能とみられる。そのため、こうした子供達は両親が生身の人間だった頃に生まれ、その後両親と共に肉体を機械化したものと考えられる。
TV版及び映画2作目のノベライズ版（朝日ソノラマ版）では市民の様子が詳しく描かれている。先述の通り、彼らは死なない体を得て裕福な生活をしているために、生身の人間と違い「限りある命」という意識がない者が多く、限りある命による短い時間の中で「精一杯頑張ろう」、「何かをやり遂げよう」という意識を持つ者は皆無に等しい。そのため、鉄郎がミライに案内されたサナトリウムで見た機械化人達はいずれも勤労意欲の低い者ばかりであった。また、変化のない日常生活が延々と続くことに耐え切れず、自殺する者もいる。これらはTV版での描写だが、TV版の終着駅のエピソードと映画2作目の脚本を担当したのが山浦弘靖ということもあり、山浦による前述のノベライズ版でもこの描写がほぼそのまま流用された。

## 軍事力
たとえそれがどんなに小さなものであっても、機械帝国は生身の人間による楽園の存在をよしとせず、場合によっては星ごと消し去ることも辞さない。こうした武力行使の手段として、また本土防衛と勢力拡大の観点から強大な軍事力も保有している。映画2作目では生身の人間を駆逐するべく地球を始めとして機械化人の兵士を多数送り込み、各惑星で抵抗を続けるパルチザンと血みどろの戦いを繰り返していた。原作では、兵力を送り込まずに破壊波と呼ばれるエネルギー波を送って星ごと消滅させた例もある（惑星ブルーメロン）。一方、首都の大母星や機械化母星には宇宙戦闘機「ガニメデ」や戦闘衛星が多数配備され、映画版2作品では鉄郎とメーテルの救援のために赴いたハーロックのアルカディア号とエメラルダスのクイーン・エメラルダス号の迎撃に当たるべく交戦し、惑星メーテルと大アンドロメダ上空で激戦を繰り広げた。TV版では特に軍事力に関する描写はないが、勢力拡大のために機械帝国の尖兵となる機械化人にする若者を必要としていたことから、軍事力の拡充にも力を注いでいるとみられる。

## 法律
機械帝国も国家である以上、それを運営していくための法律が存在し、作中では機械法、機械化法という法律の存在が確認できる。
| 「                                             | 機械の利益に反する行為を行ったるものは 反機械主義者とみなし 個々の判断において処刑すべし | 」 |
| —機械法第13条（銀河鉄道999「絶対機械圏」より） |                                                                                          |    |

この法律の意味するところはつまり、機械化人達にとって自分が「邪魔だ」と感じた者は、即座に殺しても良いと帝国側でお墨付きを与えているということであり、生身の人間からすれば非常に横暴にして機械化人のエゴがむき出しになっている法律である。「絶対機械圏」のエピソードにおいて、999に進路を譲るように命令した機械超特急（映画2作目の幽霊列車に相当する車両）がこの条文を語り、999に進路を譲らせている。また、ゲーム『松本零士999』では車掌がこの法律を鉄郎に説明している。  
| 「                                           | 生身の人間を脅迫したり強制して機械の体に変えてはならない | 」 |
| —機械化法（銀河鉄道999「コスモワイン」より） |                                                          |    |

一方で機械化法では自発的に機械の体になるのが大原則とされ、機械の体を望まない人間は機械化世界に忠誠も協力もする必要はないと解釈されている。そのため機械化を強制することは禁じられており、惑星「コスモワイン」で生身の人間を強制的に機械の体にしようとしていた機械化人の首相はメーテルからの報告を受けた大母星からの直接命令により、縛り首で処刑されている。しかし、機械帝国の首都である大母星や機械化母星においては、プロメシュームという絶対権力者により機械化法を無視した超法規的行動が容認されている。
また、この条文が明らかとなる以前に999号が停車した惑星「クイマ」でも機械化法を無視した政策が採られていたが、メーテルが通報しなかったためか政府首脳陣は処罰されていない。

## 実態

### メーテルの役割
メーテルはプロメシュームの一人娘であり、機械化母星や大母星を構成する重要な部品（生きたネジ）となる少年を連れて来る役割を担っていたことが終着駅で判明、共に旅を続けてきた少年・星野鉄郎にとってそれは大きな衝撃であった。
TV版では、全宇宙へ勢力拡大を目論むプロメシュームの野望を実現するために必要な機械帝国の尖兵として、機械化人となる少年を連れて来る役割をメーテルが担っていた。

### 乗客の処遇
彼女が連れて来る少年は、映画1作目では終着駅である機械化母星に着くまでの過程において帝国側により、それを構成する重要な部品としてのテストが課され、メーテルも命がけでその少年と共に旅をすることでそれに付き合うことになる。また、その様子はすべてコンピューターで機械化母星のコントロールセンターに送られている。その少年が彼女と共に無事に終着駅までたどり着き、機械化母星を構成する重要な部品とされる場合、終着駅に着くまでの行動の如何によってネジや柱、床などの部品として配置される。鉄郎の場合「意志が強く、相当のショックを受けても折れたり抜けたりはしない」という理由でネジにされそうになった。　
終着駅で機械の体になることを拒否した場合、その多くは強制的に機械化母星もしくは大母星を支える部品にさせられるか、プロメシュームもしくはその部下達の手で処刑されるため、ここから生きて帰れることはまずない。999号が地球に帰ってくるときに乗客を誰も乗せていないのはこれに加え、上りでは回送扱いで乗客の取り扱いを行っていないためである（車掌曰く「帰りの999は乗客は絶対乗せない」）。メーテルが連れてきた少年以外の乗客については、映画1作目について解説されたケイブンシャの『銀河鉄道999大百科 PART2』によれば、「終着駅までの途中の駅で抹殺されたようだ」とされており、劇中でもメーテルと鉄郎以外の乗客で惑星メーテルに下車した者はいない。
TV版では大母星に到着後、機械の体になることへの決断を下すまでの猶予として最大24時間が確保され、それまでの間はコンパニオンの機械化人が付く。鉄郎には「ミライ」というガラスのクレアのような体をした機械化人が付き、大母星の様子を案内していた。彼女は鉄郎に早く機械化人になるよう促したがそれをメーテルに咎められている。
また、原作では終着駅近くにある通過駅「予約カタログ」にてメノウが渡す機械の体のカタログにある、50万体以上のサンプルのどれからも機械の体を選ばない場合はメノウが代わりに選ぶことになり、終着駅の惑星大アンドロメダまで来てこれを拒否した場合は見込み違いの人間を連れて来た責任を問われてメーテルが処刑される。ただし、終着駅より1つ手前の臨時停車駅でその衛星・「最後の晩餐」において、生身の人間として銀河鉄道でやってくる旅人の相手をすることを選択した場合はこの限りではない。そのかわり、この星を出ることはできないためここで一生暮らさなければならない。

### 機械化世界のエネルギー源
映画2作目と原作の最終回では、帝国を支える重要なエネルギーである機械化人の食料が生身の人間の命の火、すなわち人の魂という衝撃の事実が明かされた。映画2作目では機械化人の食料として命の火を封じ込めたエネルギーカプセルが登場している。このカプセルは惑星大アンドロメダの大寺院内にある工場で生産されており、多くの生身の人間が幽霊列車により工場へと運び込まれ、命の火を抜き取られていた。命の火を抜き取られた生身の人間の死体はダスト・シュートに集められる。
原作でも惑星大アンドロメダに先述の命の火を抜き取る工場と同じ外観をした「るつぼ」と呼ばれる施設があり、生身の人間から作られる「生きたネジ」はここの圧力弁を閉じるためのものであり、「るつぼ」はこの「生きたネジ」を含め、惑星大アンドロメダを構成している「生きた部品となった機械化人」から命の火を吸い取り、集めて惑星を支えるエネルギー源や機械化人の食料として生産する装置であった。こうした設定から、機械帝国はそのエネルギー源となる生身の人間が死に絶えれば帝国そのものの存亡に関わる危機となるはずだが、劇中では特にそういった配慮を行っている様子は見られず、むしろ人間根絶のために積極的に活動している描写の方が目立った。
映画2作目での、工場で生産されたばかりのエネルギーカプセルを鉄郎に突きつけられたメタルメナの反応や、原作の「フライング・クロ」のエピソードで機械化人・ネコアが「機械化人になると食べ物が変わる」という事実を伝えようとしたが射殺されていることから、一般の機械化人はこの事実を知らされていないとみられ、原作者・松本零士監修の『完全版 銀河鉄道999 PERFECT BOOK』ではプロメシュームとメーテルだけの秘密と記載されている。また工場のドームの扉を開けれるのは女王陛下のみとされてされており、メーテルはこの権限を得る目的で女王の座を継いでいる。ただし、映画2作目のノベライズ版（朝日ソノラマ版）では鉄郎がこの事実を知ったことに対し、プロメシュームの側近にして彼の父である黒騎士ファウストが悔しがる場面がある。
なお、機械帝国から供給される命の火を封じ込めたカプセルなどとは別に、独自に命の火を抜き取るシステムを利用して人の命を喰う機械化人・クーフレームが登場している（「喰命聖女」）。このエピソードでは抜き取った命の火は抜き取られた体が死に絶える前に摂取しないと火が消えてしまうとされており、このことから工場で保存が利くカプセルに収めるのには特殊な技術が使われていると思われる。また機械化人が機械化人の命の火を摂取すると中毒を起こして死ぬとされている。
TV版では「人の命」が機械化人の食料という設定はなく、第1話では機械伯爵一味が機械用のオイルを飲んでいる描写や、充電器らしき装置でエネルギーの補給を行っている描写となっているほか、前述のクーフレームが機械化人という設定もない。

## 影響力
本国である大母星や機械化母星から200万光年も離れた地球にも機械文明の波が押し寄せ、富裕層にとって機械化人になることが一つのステータスとなっており文化などにおいても機械帝国の影響力は絶大である。地球では超富裕層において高性能の機械の体を持つ機械化人と、貧困層では日々の暮らしもままならない生身の人間とが存在し、格差が生じている｡
TV版では、プロメシュームは機械化人となることを拒否した鉄郎に腹を立て、彼の乗って来た999が目触りという理由だけで鉄郎を手錠と足かせで拘束して999に乗せ、惑星プロメシュームから999を発車させブラックホールで処刑しようとしていた。999号も特別命令としてそれに従い発車していることから、銀河鉄道株式会社、特にアンドロメダ管理局に対しても強大な影響力を持っていることがうかがえる。映画2作目では、銀河鉄道は黒騎士ファウストの支配下に置かれていた。
ゲーム『松本零士999』では、宇宙戦艦ヤマトシリーズに登場するガミラス人の生き残りが宇宙海賊となった「ネオガミラス」と機械化人の機械伯爵とは協力関係にあり、『宇宙海賊キャプテンハーロック』に登場する敵組織「マゾーン」はプロメシューム直属の戦闘集団として傘下に置かれている。

## 大母星・機械化母星

### 大母星
大母星は機械帝国の首都とされる惑星であり、アンドロメダ星雲内の大恒星群の重力バランスの中に存在している。原作と映画2作目では惑星大アンドロメダ、TV版では惑星プロメシュームである。その規模は現代の都市というサイズの概念ではなく、惑星ひとつがまるまる首都となっている。
公式サイトなどで紹介される映画2作目のあらすじでは、惑星大アンドロメダとすべきところを惑星プロメシュームと誤記していることが多い。また、『宇宙交響詩メーテル 銀河鉄道999外伝』にもTV版の大母星・惑星プロメシュームと同名の惑星が登場するが、名前が同じだけで両者は別物である。
外観
その外観は宇宙及び上空から見ると、まるで大都市の夜景が惑星の地表全体に広がっているように見える。惑星プロメシュームはこれに加え、土星のようにリングがある。この惑星の地表には冥王星同様に機械の体になった人間の「抜け殻」として多数の生身の体が眠っているが、その数は冥王星のそれを遥かに上回る。
惑星大アンドロメダは上空から見ると街の灯りが朝露が付いてキラキラ光るクモの巣のように見え、メーテルによれば幼い頃に彼女がそれを好きだったことから母のプロメシュームがそのようにしたのだという。惑星の地表には銀河鉄道の車両用に大ステーションへの誘導ライトが設置されており、999号はそれに従って惑星の中心部にある大ステーションに停車している。ステーションの規模は非常に大きく、長方形の進入口が多数存在する。
エターナル編において、惑星大アンドロメダは惑星ヘルマザリアを参考にして作られたことが明かされ、惑星ヘルマザリアの描写は原作の惑星大アンドロメダと似たものとなっている。
周辺空域
メーテル曰く「何者の侵入も絶対許さない機械化人の聖地」というだけあって侵入は容易ではなく、原作では惑星大アンドロメダの周囲を乱動超空間が取り巻いており、プラズマ放電の飛び交う中を通過しなければならない。ここを通り抜けられるのは、空間軌道のシールドチューブを走る列車だけとされる。映画2作目ではガス雲があり、内部では一定の間隔で生じるプラズマ放電により光が外に漏れ出ている。その中に999号が突入するとファンタスティックな光景が展開され、さながら超空間のトンネルとなっている。劇中設定ではこの惑星大アンドロメダの重力圏突入から到着までの所要時間が30分45秒となっているところを、東海林修によるシンセサイザーを用いた楽曲「大宇宙の涯へ～光と影のオブジェ」をBGMに用いて見せている。
TV版では惑星プロメシューム付近にブラックホールがあり、シールドチューブで保護された空間軌道を走る列車以外がうかつに近づけば、そこに吸い込まれてしまう。映画2作目では、惑星大アンドロメダは「絶対圏」というバリヤーに包まれており、朝日ソノラマのノベライズ版によると、隕石などがぶつかって来てもその隕石のほうが消滅するほどで、過去において機械帝国と対立するパルチザン達が侵入を試みたが、いずれも失敗したと語られる。そのため、大母星に乗り入れしている銀河鉄道（幽霊列車を含む）を除き、アルカディア号とエメラルダス号以外には外部から突入されたことがなかった。
設定の変遷 　
原作における当初の松本の構想では、大母星・惑星大アンドロメダと機械の体をタダでくれる星は別であった。原作終盤のエピソード「コスモワイン」で鉄郎がメーテルに対し、「機械の体をタダでくれる星は大母星なのか」をメーテルに問うと、彼女は「機械の体をくれるのは大母星ではない」という旨の発言している。機械の体をタダでくれる星の名前については映画1作目同様に「惑星メーテル」の名を設定していたと推察され、鉄郎がその星の名をメーテルに問うと彼女は「行けばわかること」と答えるだけで明言を避けている。
また、映画2作目における大母星の呼称も当初はTV版同様に惑星プロメシュームとなる予定であった。

### 機械化母星メーテル
映画1作目に登場。惑星メーテルとも呼ばれるこの惑星は機械帝国の首都ではなく、「機械の体をタダでくれる星」というように機械体の提供を行うための惑星である。
宇宙空間からは黒い球体として映り、輪郭がうっすらと白く見える。惑星全体に赤や白い光の点が見えるが宝石のようにキラキラと輝いてはおらず、全体的にくすんだ色をしている。また、原子のモデル図で描かれる電子のようにときおり惑星上を周回する白い球の存在も確認できる。地表に近づいていくと惑星全体がダイソン球のような外殻で覆われていることが確認でき、外殻の下にも多数の建造物が存在していることがわかる。惑星の中心部へは透明なパイプの中を光のエレベーター（オプチカルエレベーター）で降りていくことで入ることができ、生身の人間を機械の体に変える手術室が存在する。
銀河鉄道のステーションとしてハチの巣のような形をした六角形の進入口を多数有し、地球のメガロポリス中央駅を上回る規模だが人影は少ない。市民生活の様子といったものは特に見られず、機械化のための設備と防衛のための軍事施設が目立つ。また、この惑星自体がメーテルの人格を持っており、いわばメーテルの分身である。メーテルの人格を持った核を中心としてあらゆる部品が生きた人間から作られた部品で構成されており、大母星同様に人工の建造物で構築された惑星であることから、999号の動かし方を解説した書籍『スーパーメカの動かし方』（同文書院 1998年4月発行）では、この惑星を映画『スター・ウォーズ』に登場するデス・スターのようなものと解説している。
なお、惑星大アンドロメダは機械帝国の首都であるが、原作ではこの惑星同様に市民生活の様子などは描かれていない。また、ゲーム『松本零士999』に登場する惑星大アンドロメダの外観や銀河鉄道のステーションは、この惑星に似たものとなっている。

## 滅亡とその影響
原作、TV版、映画2作品とそれぞれの作品において最終的にプロメシュームは死に、機械化母星、大母星は消滅して機械帝国は終焉の時を迎える。
帝国滅亡の経緯はプロメシュームの項を参照。
90年代に連載が再開されたエターナル編において、機械帝国の滅亡により大母星からのエネルギー供給が行われなくなったために地球上の機械化人が全滅したことが鉄郎の弁で語られ、地球は一度は、生身の人間で繁栄を取り戻すものの、その後、金属生命体・メタノイドの支配下に置かれることとなった。なお地球外、宇宙各地の機械化人の中には自らの機能停止（死）を恐れ、接触してきたメタノイド勢力に忠誠を誓い、活動の為に必要な代替エネルギーの供給を受ける代償に有機生命体と敵対する選択をした者達も存在している。
また、機械帝国滅亡後の時代設定となっているWEBドラマ『ユマの物語 ～シンフォニーNo.V～』では、帝国の復活を画策する機械化人の生き残りが“機械化帝国復興同盟”という組織を結成している。同じく機械帝国滅亡後の世界を描くスピンオフ作品の『銀河鉄道999 ANOTHER STORY アルティメットジャーニー』では、かつてのプロメシュームの側近であったダークナスがメタノイドの支援を得て“新機械化帝国”を建国している。

## その他の機械帝国・機械化帝国が登場する作品など
『999』以後の作品でも、機械帝国・機械化帝国の名を冠した組織が登場している。
特撮
下記の『サンバルカン』『ゴーバスターズ』と同シリーズ（スーパー戦隊シリーズ）では、機械帝国ブラックマグマやキカイ帝国メカリアスのほか『超力戦隊オーレンジャー』では“機械”を英語にしたマシン帝国バラノイアが、『天装戦隊ゴセイジャー』には機械帝国を地球に建国しようとする敵組織として機械禦鏖帝国（きかいぎょおうていこく）マトリンティスが登場する。
- 太陽戦隊サンバルカン - 機械帝国ブラックマグマが登場。
- 帰ってきた特命戦隊ゴーバスターズVS動物戦隊ゴーバスターズ - キカイ帝国メカリアスが登場

漫画・アニメ
- 熱血最強ゴウザウラー - 機械化帝国が登場。
- GEAR戦士電童 - 機械帝国ガルファが登場。
- トライピース - 機械帝国ザイエスが登場。
- ドラえもん のび太と鉄人兵団 - 厳密的には機械帝国ではないが、ロボット惑星メカトピアが登場。

小説
- 迷い猫オーバーラン! - 劇中アニメ「勇者超人グランブレイバー」に機械帝国が登場。漫画化、アニメ化もされた。

ゲーム
- 銀河お嬢様伝説ユナシリーズ - シリーズ第3作『LIGHTNING ANGEL』、およびその移植となる『FINAL EDITION』に機械化帝国が登場。
- 最後の約束の物語 - 機械帝国サヴィ・シャンティエが登場。

なお、機械帝国は英語に訳すとmachine empire（マシン・エンパイア）となり、この呼称は『999』の海外版コミックやDVDなどで使用されているほか、上記の『オーレンジャー』をベースとした海外向け特撮ドラマ『パワーレンジャー・ジオ』では、マシン帝国バラノイアに相当する敵組織の呼称としても使われている。また漫画・アニメ『B'T-X』の海外版でも、敵組織「機械皇国」の訳語として用いられている。
直接国名に冠しないが、アニメ「マクロスF」に登場するマクロス・ギャラクシー船団も人体の機械化と極端な効率化・意識のデジタル化を目標とした同様の政体をとっている。
上記のバラノイアやメカリアスのように、英語で機械に相当する「マシン」「メカ」などを名称に用いた同様の組織は他にもあり、大長編ドラえもんおよびその映画化作品である『ドラえもん のび太と鉄人兵団』には、地球人の総奴隷化を目的とする敵組織メカトピアが登場している。この作品は2011年に『ドラえもん 新・のび太と鉄人兵団 〜はばたけ 天使たち〜』というタイトルでリメイク映画も製作されている。